# Yuseong-gu
Yuseong-gu (koreanska: 유성구) är ett av de fem stadsdistrikten i staden, tillika provinsen, Daejeon i  den centrala delen av Sydkorea, 140 km söder om huvudstaden Seoul. Distriktet hade vid slutet av 2020 cirka 357 000 invånare.

## Administrativ indelning
Yuseong-gu är indelat i elva administrativa stadsdelar:

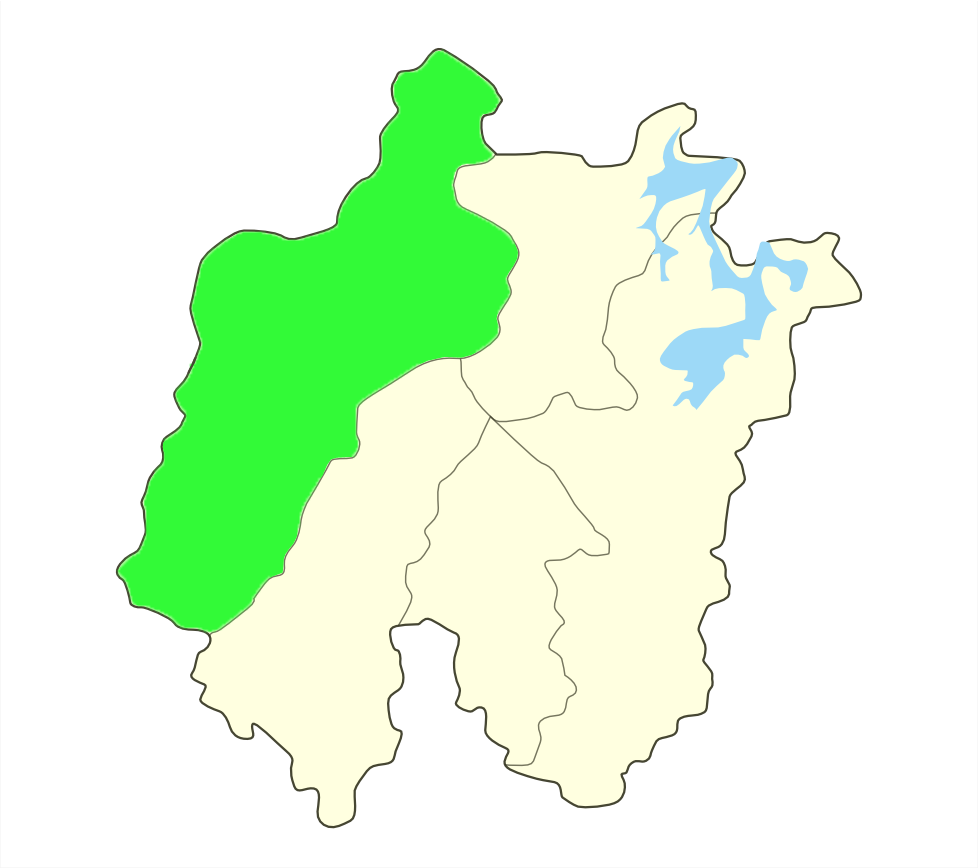
Yuseong-gus läge i Daejeon

Gujeuk-dong,
Gwanpyeong-dong,
Jeonmin-dong,
Jinjam-dong,
Noeun 1-dong,
Noeun 2-dong,
Noeun 3-dong,
Oncheon 1-dong,
Oncheon 2-dong,
Sinseong-dong och
Wonsinheung-dong.